# Østre Toten
Østre Toten là một đô thị ở hạt Oppland, Na Uy. Nó là một phần của khu vực truyền thống của Toten. Trung tâm hành chính của đô thị này là làng của Lena. 
Hình thức tên theo tiếng Norse cổ là Þótn. 
Theo saga, Halfdan Hvitbeinn (chân trắng) là Yngling đầu tiên ở Na Uy. Ông chinh phục Romerike, một phần của Hedmark, một phần của Vestfold, và Toten. Ông bị giết chết tại Toten khoảng năm 740.
Năm 1021, theo saga, vua Olaf (trị vì 1015-1028) chuyển Toten sang Kitô giáo. Ngoài ra, vua Håkon IV (trị vì 1217-1263) đến Toten khoảng năm 1226 để giải quyết tình trạng bất ổn địa phương.